# Saint-Michel-sur-Loire
Saint-Michel-sur-Loire là một xã của tỉnh Indre-et-Loire, thuộc vùng Centre-Val de Loire, miền trung nước Pháp.